# Уоллес-Джонсон, Исаак Теофилус Акунна
Исаак Теофил (Айзек Теофилус) Акунна Уо́ллес-Джо́нсон (англ. Isaac Theophilus Akunna Wallace-Johnson, чаще сокращённо I. T. A. Wallace-Johnson; 1894 — 10 мая 1965) — левый общественный, профсоюзный и политический деятель Сьерра-Леоне. Руководитель рабочего движения в Британской Западной Африке, журналист.

## Ранние годы
Он родился в бедной креольской семье земледельца и рыбачки в британской Сьерра-Леоне и уже в школе зарекомендовал себя как прирождённый лидер — например, редактировал школьную газету и возглавил протест учащихся против необоснованного наказания со стороны школьных властей.
Проучившись два года в Объединённой методистской университетской школе, он был вынужден бросить учёбу, чтобы прокормить семью, и в 1913 году устроился на работу в таможне. Он, как и все остальные бастующие сотрудники, был уволен за участие в организации забастовки за повышение заработной платы и улучшение условий труда, но год спустя все были восстановлены на своих должностях.
За время годичного промежутка он успел поработать геодезистом, фермером, рыбаком и клерком в адвокатской конторе, а также получить известность среди сельских жителей как мирской проповедник (он готовился стать священнослужителем, но ему не хватало надлежащего образования) и писать для газеты Aurora (редактор которой Х. К. Банколе-Брайт после 1938 года станет политическим врагом Уоллеса-Джонсона).

## От Первой мировой до Великой депрессии
Уйдя с работы с началом Первой мировой войны, он записался в корпус носильщиков (Carrier Corps), отслужив в британской колониальной армии в 1914—1920 годах, в том числе во время военных кампаний в Камеруне, Восточной Африке и на Ближнем Востоке. После демобилизации в 1920 году Уоллес-Джонсон переходил с работы на работу, прежде чем устроиться клерком в муниципальном правительстве Фритауна. Благодаря ему был разоблачен коррупционный скандал, в результате которого высокопоставленные чиновники, включая мэра, были заключены под стражу.
После увольнения с этой работы в 1926 году он покинул Сьерра-Леоне и стал моряком (хотя его собственная информация об этом периоде противоречива). Он вступил в Национальный союз моряков Соединенного Королевства и предположительно редактировал информационный бюллетень Seafarer, который он и другие чернокожие коллеги распространяли среди экипажей кораблей. В свободное от работы время он изучал условия труда служащих в портах западного побережья Африки.
Обычно он путешествовал по англоязычным регионам, но иногда посещал французские, испанские и португальские территории на африканском континенте. Он вступил в Национальный союз моряков Соединенного Королевства и предположительно редактировал информационный бюллетень Seafarer, который он и другие чернокожие моряки распространяли среди экипажей кораблей. В свободное от работы время он изучал условия труда служащих в портах западного побережья Африки. В 1929 году он начал работать в Секонди клерком в торговой компании, но проработал на этой должности всего год, прежде чем отправиться в Нигерию.

## Профсоюзная и коммунистическая деятельность
Считается, что он также вступил в Коммунистическую партию Великобритании. В следующее десятилетие (1930-е) он создавал профсоюзы в Нигерии, Сьерра-Леоне и Золотом Берегу, занимался журналистской и политической деятельностью. Так, в 1930 году он участвовал в учреждении первого профсоюза в Нигерии (основатель профсоюза Фрэнк Маколи также был связан с коммунистами) и в работе 1-й Международной конференции негритянских рабочих в Гамбурге, где под псевдонимом Э. Ричардс представлял Профсоюз железнодорожников Сьерра-Леоне, установил ряд контактов и был избран в президиум. Он начал публиковать статьи в журнале конференции Negro Worker, посвящённом солидарности чернокожих рабочих всего мира, и затем вошёл в его редколлегию в 1933 году.
В 1930—1931 годах пробыл почти 18 месяцев в Москве, где участвовал в Международном конгрессе Профинтерна и посещал занятия по теории марксизма-ленинизма, профсоюзной организации и политической агитации в Московском народном университете или Коммунистическом университете трудящихся Востока, где его соседом по комнате был Джомо Кениата, будущий первый президент Кении. Именно здесь он попал под влияние панафриканиста Джорджа Падмора, рабоатвшего в Коминтерне и Профинтерне координатором Негритянского бюро.

## Политика Золотого Берега
Через несколько месяцев после возвращения в Лагос (Нигерия) в 1933 году он был депортирован властями за свою профсоюзную деятельность. Он отправился на Золотой Берег, где быстро зарекомендовал себя как политический активист и журналист. Он начал публиковать статьи в местных газетах, (Gold Coast Spectator, Vox Populi и Gold Coast Provincial Pioneer), работал с профсоюзом водителей грузовиков Золотого Берега, предоставлял юридические консультации нуждавшимся работникам и через контакты в Лондоне организовал запросы об условиях труда и гражданских свободах в колониях, которые в британском парламенте озвучивали сочувствующие левые депутаты от Лейбористской партии. Он организовывал массовые демонстрации и собрания, в которых больше не доминировали представители традиционной элиты.
Будучи агитатором, он управлял фондом для сбора пожертвований на апелляцию девяти афроамериканских подростков, приговорённых в США к смертной казни по расистскому делу Скоттсборо, а также выступал за принятие закона о компенсациях работникам и строгих правилах безопасности после смертельной катастрофы июня 1934 года на шахте Престеа, где погиб 41 горняк.
В своих произведениях того времени, как публицистических статьях, так и стихах, Уоллес-Джонсон обличал капиталистические порядки и империализм («Декларация капитализма» — The Declaration of Capitalism) либо же прославлял строительство коммунизма в Советском Союзе («Да здравствует» — Das Sdrarstwuiet). Споря с будущим президентом Ннамди Азикиве, настаивавшим на неготовности африканских масс к революции, он приводил пример Российской империи, где массы также были бедны и невежественны, но «пошли за Лениным, Сталиным и Троцким». Встревоженные популярностью Уоллеса-Джонсона колониальные власти приняли закон, запрещающий ввоз «опасной» литературы и предложили законопроект о «подстрекательстве к мятежу».

## Западноафриканская молодёжная лига
После встречи с Азикиве Уоллес-Джонсон в июне 1935 года организовал Западноафриканскую молодежную лигу (Младозападноафриканскую лигу, WAYL) и был назначен её первым секретарём-организатором. Её целью которой было завоевание большего количества свобод для населения Золотого Берега через «экономическое, социальное и политическое освобождение». Лига, на манифест и прочие документы которой повлияли преамбула к Конституции Соединенных Штатов, марксистская фразеология и христианские образы, должна была стать общезападноафриканской организацией, в которую бы вошли даже жители близлежащих французских и португальских колоний.
Этого так и не произошло, но к 1936 году WAYL открыла 17 филиалов в крупных городах Золотого Берега, и ей сопутствовали первые успехи в борьбе за парламентское представительство колоний (поддержанный ей кандидат Томпсон победил на выборах в Законодательный совет 1935 года). Мэри Локко, работавшая тогда помощницей Уоллеса-Джонсона, вероятно, стала первой женщиной в Западной Африке, занявшей должность в политической организации.
Во время Второй итало-абиссинской войны Уоллес-Джонсон и WAYL выразили своё резкое отношение к европейскому империализму и помогли создать Комитет обороны Эфиопии с целью просвещения населения как по положению эфиопов в войне, так и по «вопросам расовой и национальной важности» вообще. К 1936 этому моменту лига зарекомендовала себя как мощная сила на политической сцене Золотого Берега. Колониальные власти и правящий класс пытались найти способы вывести Уоллеса-Джонсона из местной политики и, возможно, из страны.

## Преследования и пребывание в Лондоне
За одну из статей, направленных против агрессии Муссолини в Эфиопии Уоллес-Джонсон был в 1936 году арестован британскими колониальными властями.по обвинению в подстрекательстве к мятежу — публикация в газете African Morning Post осуждала империализм, европейскую цивилизацию и её трактовку христианства, призывая «поклониться эфиопскому Богу». Губернатор колонии Арнольд Вайнхолт Ходсон предложил вместо суда депортировать Уоллеса-Джонсона. Однако хотя тот принял это предложение, губернатор своё слово не сдержал, предав политического активиста суду присяжных. В начале 1937 года Уоллес-Джонсон отправился в Лондон, чтобы обжаловать свой приговор, а также установить связи для WAYL.
По пути Уоллес-Джонсон остановился в Париже, где связался с Международным бюро молодежи в надежде организовать встречу с его генеральным секретарём, однако того не было в городе. В Великобритании он связался с Арнольдом Уордом из Ассоциации благосостояния негров и Реджинальдом Бриджменом из Антиимпериалистической лиги, а также с политиками Лейбористской партии, а по вечерам выступал с речами на общественных собраниях и митингах.
Вместе с Джомо Уоллес-Джонсон Кениатой и вест-индийскими интеллектуалами, включая Джорджа Падмора, С. Л. Р. Джеймса, Криса Брейтуэйта, Эми Эшвуд Гарви и Т. Раса Маконнена, участвовал в создании Панафриканской федерации (Международного африканского бюро услуг, International African Service Bureau, IASB), занял должность его генерального секретаря и редактировал его газету Africa and the World. Он также сотрудничал с панафриканистским еженедельником Сильвии Панкхёрст The New Times and Ethiopia News. Однако при этом он еле сводил концы с концами, ему не хватало денег даже на еду и его выселили за неуплату, так что Уоллес-Джонсон принял решение вернуться на родину (первоначально планируя это как короткую поездку, чтобы затем обосноваться в США, но в итоге он застрял в Сьерра-Леоне).

## Политика Сьерра-Леоне
Возвратившись в 1938 году в Сьерра-Леоне, он основал ряд профсоюзов, газету и политическое движение. Сразу после приземления во Фритауне таможенные агенты конфисковали у Уоллеса-Джонсона 2000 экземпляров журнала African Sentinel, который власти сочли крамольным, но он продолжил критиковать политиков и восхвалять рабочий класс в статьях для Sierra Leone Weekly News и органа WAYL African Standard.
Менее чем через три недели после своего прибытия Уоллес-Джонсон открыл первый филиал Младозападноафриканской лиги в Сьерра-Леоне, которая выступала в защиту прав рабочих и за демократизацию общественной жизни, значительно увеличив число членов WAYL. Уоллес-Джонсон заявлял, что в колонии у Лиги уже 25 000 членов, а в протекторате — 17 тысяч, хотя эти цифры считаются преувеличенными.
Лига стала первой политической группой, которая предприняла попытку включить всё население в целом в избирательный процесс. Уоллес-Джонсон также выступал за повышение заработной платы и улучшение условий труда рабочих, национальное единство всех племён, равноправие и укрепление роли женщин в обществе. С его именем в Сьерра-Леоне связывали истоки политики, ориентированной на конкретные проблемы.

## Новое заключение и возвращение в политику
1939—1944 годы Уоллес-Джонсон провёл в тюрьме и ссылке. Он был арестован 1 сентября 1939 года в соответствии с Законом о чрезвычайном положении, принятым в тот же день по случаю начала Второй мировой войны. Уоллес-Джонсон предстал перед судом без присяжных (которые сочувствовали бы его делу, как это было в предыдущих делах против него) и был приговорён к 12 месяцам тюремного заключения. Его держали на острове Шербро, а затем освободили в 1944 году.
В 1945 году он присутствовал на Всемирной конференции профсоюзов в Лондоне, а затем на Пятом Панафриканском конгрессе в Манчестере, представляя Конгресс профсоюзов и Молодёжную лигу Западной Африки. На конференции от Сьерра-Леоне также присутствовали Ламина Санко и Гарри Сойерр, а от других колоний — Кениата, Гастингс Банда и Кваме Нкрума.
В 1950 году Уоллес-Джонсон вернулся к политической активности, но обнаружил, что WAYL находится в состоянии беспорядка. Поэтому он объединил WAYL с новым Национальным советом колонии Сьерра-Леоне. Однако он покинул группу в 1954 году, чтобы основать Объединённую прогрессивную партию Сьерра-Леоне. Формируя свои собственные новые политические партии в 1950-х годах, он принял за основу их идеологии панафриканизм и дистанцировался от своего прежнего радикализма. В 1956 году он стал соучредителем Объединённой национальной народной партии. ОПП стала официальной оппозицией после всеобщих выборов 1957 года.
Уоллес-Джонсон в 1951 году был избран членом Законодательного совета, а с 1957 — депутатом парламента Сьерра-Леоне. Он был делегатом от Сьерра-Леоне во время переговоров о независимости в Лондоне в 1960 году. Он погиб в автокатастрофе в Гане 10 мая 1965 года. Его жена умерла в начале 2008 года во Фритауне.